# Just Shoot Me!
Just Shoot Me! (en Latinoamérica Cada quien con su vida, en España Dame un respiro) es una serie de televisión cómica acerca de todo lo que pasa dentro de las oficinas de una revista de modas.

## Argumento
La neo-feminista Maya Gallo no consigue empleo, por lo que se ve forzada a trabajar en Blush, la revista de modas de su padre. Los conflictos rápidamente surgen entre ella y su padre, Jack Gallo (que en la historia tiene una eterna rivalidad con Donald Trump); la exmodelo adicta al sexo y la bebida Nina Van Horn; el fotógrafo de modelos Elliot Di Mauro; y el excéntrico, molesto y sarcástico secretario Dennis Finch.
La serie fue creada por Steven Levitan, quien también fue productor y escritor de Frasier, Greg the Bunny y Modern Family, entre otras.
Just Shoot Me! tiene una calificación de 6,9/10 en IMDb, en el sitio Rotten Tomatoes la primera temporada tiene una calificación de aprobación de 90% (la describe como "un elenco repleto de veteranos talentosos se turnan para ofrecer diálogos filosos y bien escritos"), y Metacritic la calificó con 66/100 (17 críticas positivas, 7 intermedias y una negativa).

## Actores
- Laura San Giacomo - Maya Gallo
- George Segal - Jack Gallo
- Wendie Malick - Nina Van Horn
- Enrico Colantoni - Elliot DiMauro
- David Spade - Dennis Finch

### Actores secundarios
- Brian Posehn - Kevin Liotta (29 episodios)
- Rena Sofer - Vicki Costa (14 episodios)
- Simon Templeman - Simon Leeds (11 episodios)
- Rebecca Romijn - Adrienne Barker (8 episodios)
- Rhoda Gemignani - Rhoda DiMauro (8 episodios)